# Euptilotus
Euptilotus is een monotypisch geslacht van zangvogels uit de familie buulbuuls (Pycnonotidae), dat is afgesplitst van het geslacht Pycnonotus. De enige soort:
- Euptilotus eutilotus  – Donsrugbuulbuul